# معبد فيشفانثا
معبد فيشفانثا هو معبد هندوسي يقع في ولاية مدهيا برديش،الهند.